# 90125 Chrissquire
90125 Chrissquire è un asteroide della fascia principale. Scoperto nel 2002, presenta un'orbita caratterizzata da un semiasse maggiore pari a 2,5533912 UA e da un'eccentricità di 0,0896085, inclinata di 3,75617° rispetto all'eclittica.